# 醒ヶ井通
醒ヶ井通（さめがいどおり）は京都市内の南北の通りの一つ。北は六角通から南は五条通まで。途中蛸薬師通と錦小路通の間で堀川高校敷地により分断されている。かつては六角通から西九条町までの通りであったが、五条通以南は西隣の堀川通が建物疎開によって東よりに拡張されたためにこれと重なり消滅した。
平安京には存在せず、豊臣秀吉による天正の地割で新設された通りである。堀川五条にあり名水として知られた井戸「佐女牛井」（さめがい）が通り名の由来である。

## 沿道の主な施設
- 観音寺
- 住吉神社
- 京都市立下京雅小学校